# Hogwarts Express (Universal Orlando Resort)
| Der Hogwarts Express im Bahnhof King’s Cross |          |                           |
| Streckenverlauf mit Ausweichstelle |          |                           |
| Streckenlänge: | 0,676 km |                           |
| Spurweite: | 1800 mm  |                           |
| |          |                           |
| \| \| \| King’s Cross \| \| \| \| \| Universal Studios Florida \| \| \| \| \| \| \| \| \| \| Ausweichstelle \| \| \| \| \| über dem Backlot \| \| \| \| \| \| \| \| \| \| Islands of Adventure \| \| \| \| \| Hogsmeade \| \| |          |                           |
| |          | King’s Cross              |
| |          | Universal Studios Florida |
| U-Bahn-Strecke |          |                           |
| |          | Ausweichstelle            |
| |          | über dem Backlot          |
| U-Bahn-Strecke |          |                           |
| |          | Islands of Adventure      |
| |          | Hogsmeade                 |

Der Hogwarts Express ist eine 676 m lange Breitspur-Standseilbahn mit einer Spurweite von 1.800 mm (5 Fuß 10⅞ Zoll) im Universal Orlando Resort in Florida.

## Geschichte
Der Plan für eine Hogwarts-Express-Attraktion stammt von Mark Woodbury, dem Präsidenten der Universal Creative. Nach der Eröffnung der Hogsmeade-Attraktion im Vergnügungspark Islands of Adventure im Jahr 2010 machte sich Universal Gedanken, wie man die Besucherzahl der beiden benachbarten Parks wieder auf das gleiche Niveau bringen könnte. Zuerst erwog das Kreativteam, Diagon Alley auf die Islands of Adventure zu verlegen. Schließlich wurde beschlossen, die Schauplätze London und Hogsmeade räumlich so zu trennen, dass sie nicht gegenseitig einsehbar sind. Daraufhin schlug Mark Woodbury vor, Diagon Alley in den Universal Studios Florida aufzubauen und dann die beiden Harry-Potter-Attraktionen mit dem Hogwarts Express zu verbinden.
Umfragen nach den Wünschen der Besucher und die ersten Vermessungsarbeiten wurden Anfang 2011 durchgeführt. Am 2. Dezember 2011 verkündete das Management, dass die auf dem Film Der weiße Hai beruhende Jaws-Attraktion am 2. Januar 2012 geschlossen werde, um Platz für neue Attraktionen zu schaffen. Im Juni 2012 wurden die ersten Bauanträge bekannt. Nahezu ein Jahr später berichtete ein lokaler Nachrichtensender, dass eine Hochbahn zwischen Hogsmeade auf den Islands of Adventure und einer Baustelle in den Universal Studios Florida errichtet werde.
Am 8. Mai 2013 verkündete Universal Orlando, dass es den Themenbereich The Wizarding World of Harry Potter – Diagon Alley (englisch für „Die zauberhafte Welt von Harry Potter – Winkelgasse“) um die Hogwarts-Express-Attraktion erweitern wolle. Ende August 2013 wurden die sechs Personenwagen und die beiden Schlepptenderlokomotiven angeliefert, um auf die Schienen gesetzt zu werden. Der erste der beiden Züge wurde am 24. Oktober 2013 auf das Gleis gesetzt, Anfang Dezember 2013 der zweite. Im Januar 2014 gab es den ersten Lifecasting-Video-Bericht vom Inneren des Zuges. Am 2. Dezember 2013 berichtete die auf Vergnügungsparks spezialisierte Website Orlando Attractions Magazine, dass einer der beiden Züge zum ersten Mal im Testbetrieb gesehen worden sei.
Mitte März 2014 gab das Universal Orlando Resort weitere Informationen über das Fahrgeschäft und die Animationen bekannt. Am 24. Juni 2014 berichtete das Resort, dass die erweiterte Diagon Alley und der Hogwarts Express am 8. Juli 2014 offiziell eingeweiht würden. Eine Woche später wurde der Hogwarts Express ohne vorherige Ankündigung inoffiziell in Betrieb genommen. Im ersten Monat nach Inbetriebnahme hatten bereits eine Million Fahrgäste den Hogwarts Express benutzt, der innerhalb von nur 2½ Jahren entwickelt worden war.

## Animationen

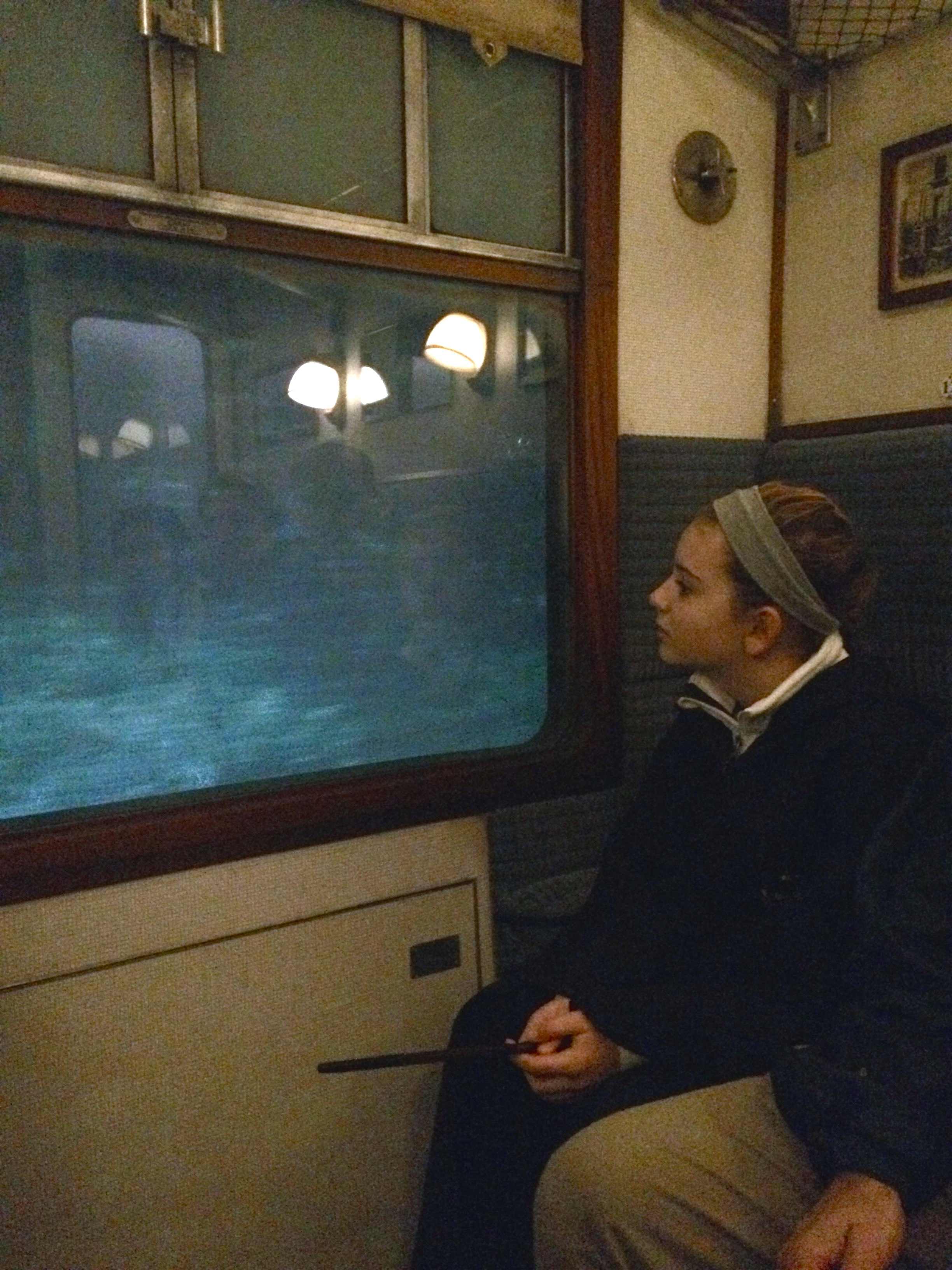
Jeweils acht Fahrgäste sitzen in einem Abteil und sehen die virtuelle Reise durch das Fenster

Die Parkbesucher können mit dem Hogwarts Express von Hogsmeade zum Bahnhof King’s Cross in London oder in umgekehrter Richtung fahren, wenn sie ein Ticket für beide Parks gelöst haben. Jedes Zugabteil hat dort einen gewölbten Bildschirm, wo sonst das Fenster wäre. In Abhängigkeit von der Fahrtrichtung werden unterschiedliche Videoshows angeboten. Beide dauern jeweils etwa vier Minuten.

### Von Hogsmeade nach King’s Cross
Am Eingang werden von Schaffnern die Eintrittskarten für die Universal Studios geprüft. Die Schlange der Reisenden bewegt sich dann durch einen Wald in den Bahnhof von Hogsmeade und über eine Treppe zum Bahnsteig. Sobald die aussteigenden Fahrgäste den Bahnsteig verlassen haben, können die Reisenden in eines der 20 Zugabteile einsteigen.
Wenn der Zug in Richtung King’s Cross losfährt, winkt Rubeus Hagrid von außen zum Abschied. Im Gang sind die Schatten von Harry Potter, Ron Weasley und Hermine Granger zu sehen, die nach einem leeren Abteil suchen. Danach fliegt Seidenschnabel am Fenster vorbei, während Hogwarts im Hintergrund sichtbar wird. Die Zwillinge Fred und George Weasley fliegen auf Besen vorbei. Der Hogwarts Express durchquert dann einen Tunnel, nach dem sich die Reisenden inmitten eines Sturmes wiederfinden, während sie am Malfoy Manor vorbeifahren. Nach einem zweiten Tunnel geht die Fahrt durch ein Londoner Industriegebiet und eine Wohngegend weiter. Der Fahrende Ritter wird sichtbar, wenn der Zug in den Bahnhof einfährt, wo Alastor Moody die Fahrgäste auf dem Bahnsteig 9¾ des Bahnhofs King’s Cross bei der Diagon Alley begrüßt.

### Von King’s Cross nach Hogsmeade

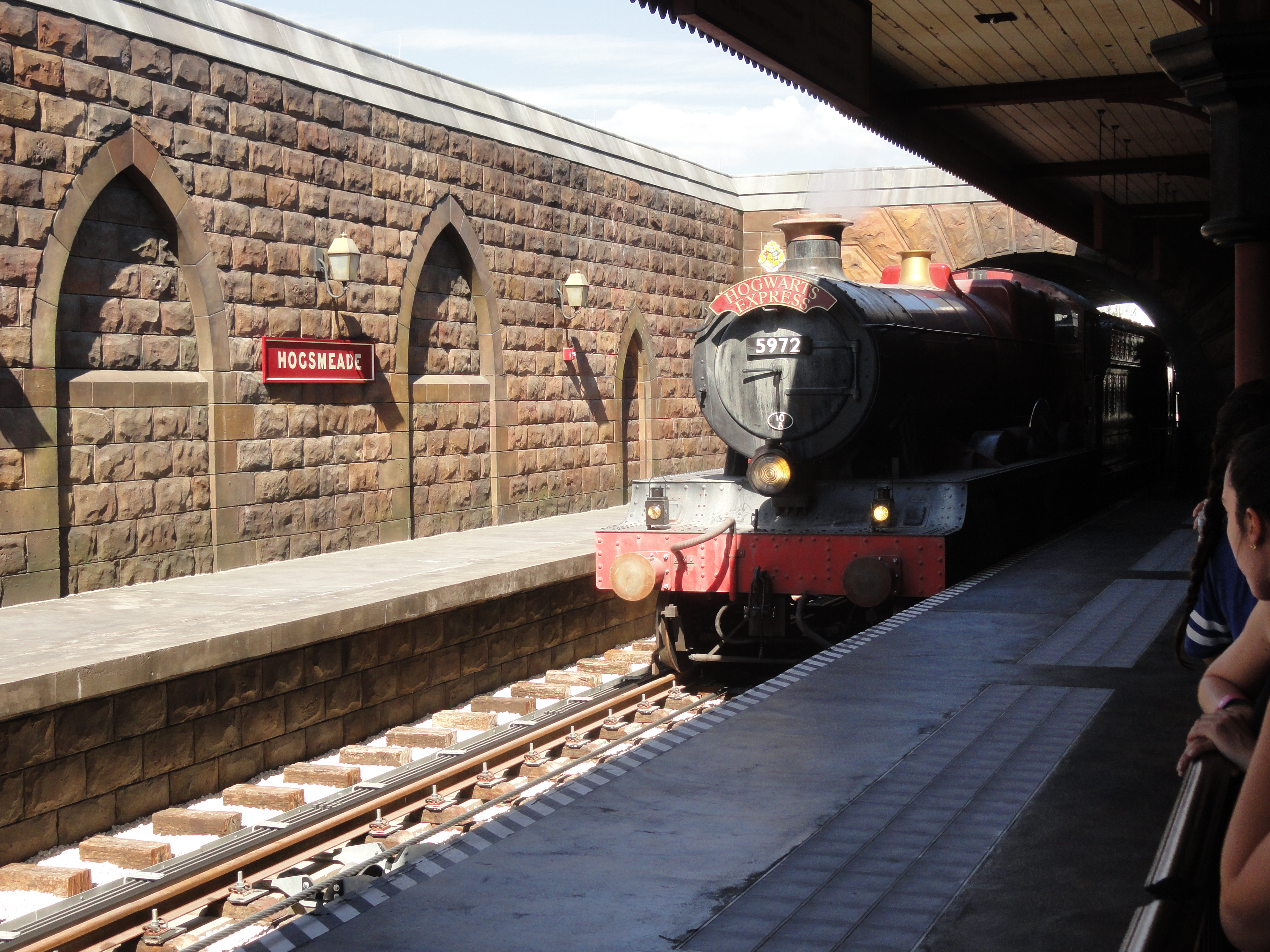
Der Hogwarts Express im Bahnhof Hogsmeade

Der Bahnhof King’s Cross ist eine im Maßstab 1:2 nachgebaute Replik des echten Bahnhofs King’s Cross. Die Ticketkontrolle findet vor der aus London bekannten Fallblattanzeige statt. Am Ende einer Treppe finden die Fahrgäste Schilder für die Bahnsteige 9 und 10 und erreichen durch eine Mauer den Bahnsteig 9¾, wobei eine Pepper’s-ghost-Illusion eingesetzt wird. Nachdem der Hogwarts Express rückwärts am Bahnsteig 9¾ eingefahren ist und die ankommenden Besucher den Zug verlassen haben, können die Fahrgäste in eines der 20 Abteile einsteigen.
Sobald der Zug den Bahnhof verlässt, fliegt die Eule Hedwig eine Zeitlang bis in die Vorstädte von London nebenher und Dementoren erscheinen vor den umliegenden Gebäuden. Gleichzeitig laufen Harry, Ron und Hermine durch den Korridor, um etwas zu essen zu finden. Nach einem Tunnel passiert der Zug während eines Sturms Malfoy Manor. In einem zweiten Tunnel erlischt die Abteilbeleuchtung und Dementoren laufen durch den Korridor. Danach werden die Reisenden von Hagrid begrüßt, der auf einem Motorrad vorbeifliegt, während im Hintergrund Hogwarts sichtbar wird.  Wenn der Zug durch einen Wald fährt, wird ein fliegender Ford Anglia sichtbar, der kurz danach verunglückt, bevor der Zug in den Bahnhof einfährt, so dass die Fahrgäste den Zug Richtung Hogsmeade verlassen können.

## Bahnstrecke

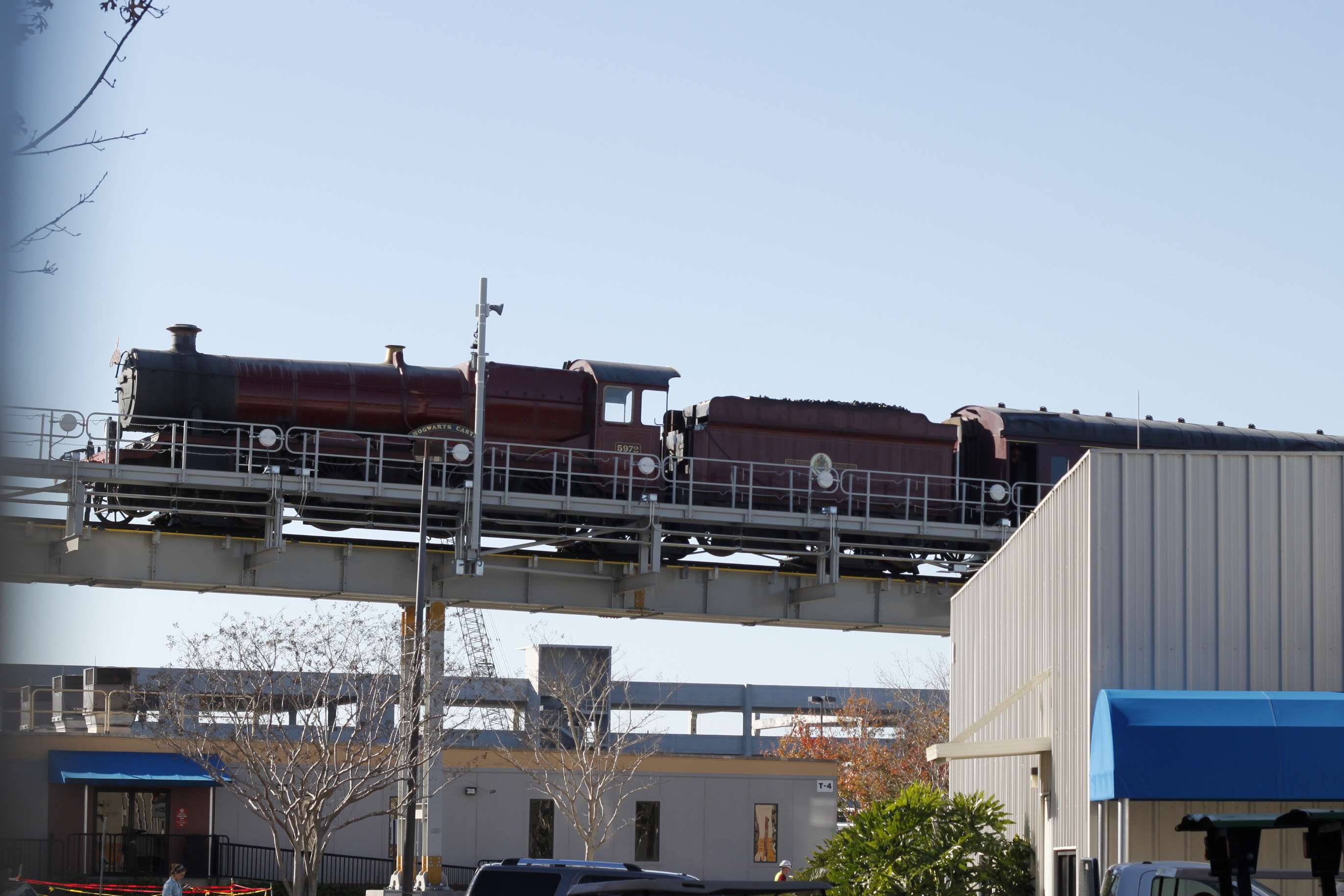
Ein Zug oberhalb des Backlot des Orlando Studios

Die 676 m lange Eisenbahnstrecke mit der ungewöhnlich großen Spurweite von 1800 mm ist eingleisig und hat auf halber Strecke eine Ausweichstelle über dem Backlot des Filmstudios. Der Hogwarts Express wird als Standseilbahn von einem Stahlseil und Gegenseil mit je 48 mm Durchmesser gezogen. Die Seilwinde steht im Bahnhof King’s Cross; sie leistet während der Fahrt 215 Kilowatt (300 PS) und beim Beschleunigen kurzzeitig 636 Kilowatt (900 PS).

## Züge

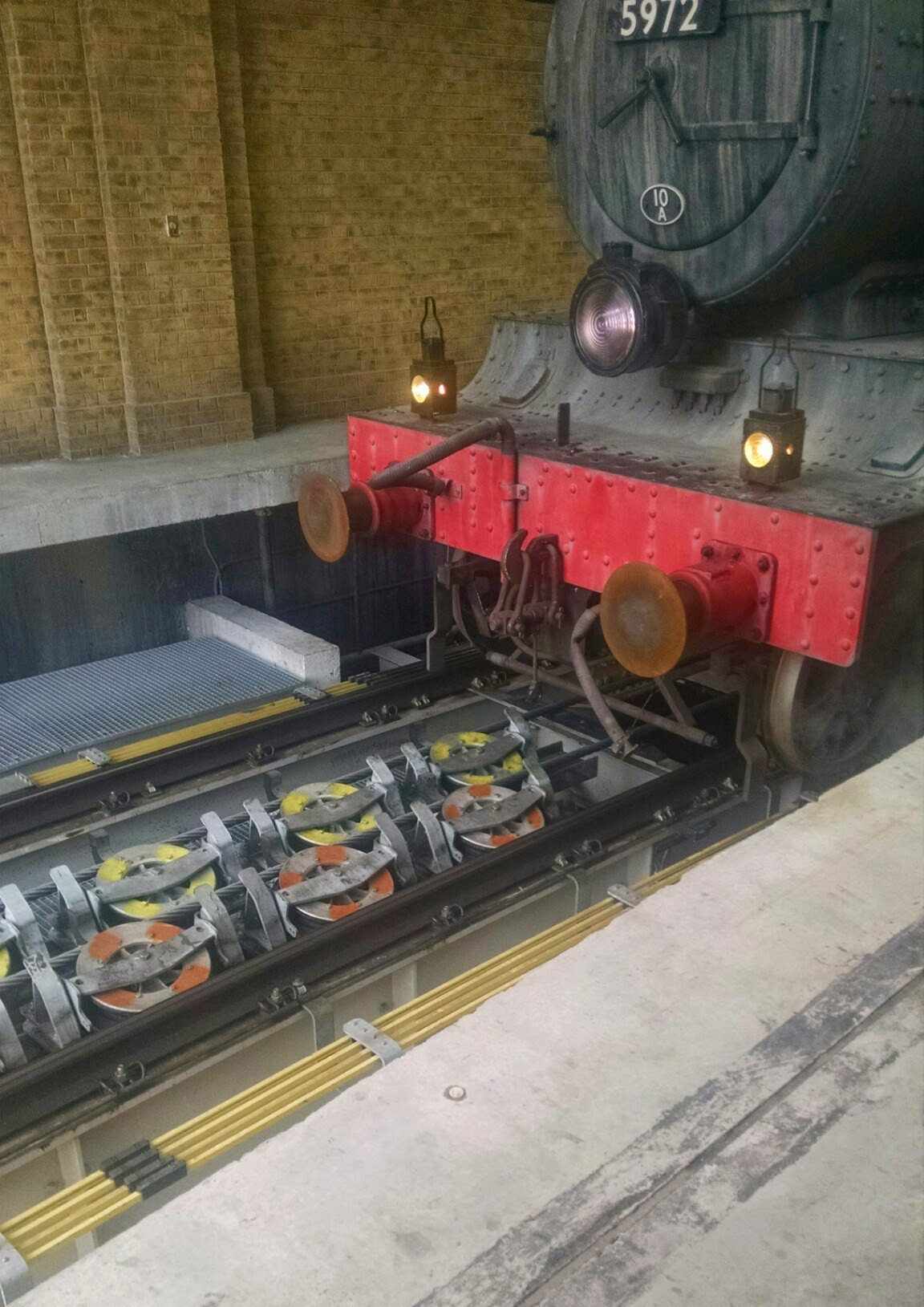
Die Führungsrollen des Stahlseils der Standseilbahn

In den beiden Zügen des Hogwarts Express können jeweils 168 Fahrgäste mitfahren, so dass pro Umlauf bis zu 336 Fahrgäste von Station zu Station befördert werden können. Jeder Zug besteht aus fünf Fahrzeugen: der Replik einer Dampflokomotive, ihrem Schlepptender und drei Personenwagen. Ursprünglich sollte es jeweils nur einen Wagen geben, bis die Umfragen ergaben, dass sich die Besucher den Zug als eigene Attraktion und nicht nur als Beförderungsmittel vorstellten. Die Lokomotive der 70 m langen Züge wiegt 13 Tonnen, der Schlepptender 15 Tonnen und die drei Personenwagen jeweils 27 Tonnen. Da beide Züge von derselben Winde angetrieben werden, verlassen sie die Bahnhöfe gleichzeitig, fahren dann mit einer Höchstgeschwindigkeit von 12 km/h und kommen gleichzeitig an.
Bei beiden Zügen weist die Lok immer Richtung Hogsmeade; der Zug fährt daher von Hogsmeade nach Kings Cross rückwärts. Jede Lok ist daher nur von einer Seite sichtbar und auf der Rückseite wesentlich weniger detailliert gestaltet.
Die Züge wurden von der Firma CWA Constructions in Olten in der Schweiz gebaut. Ihr Äußeres und Inneres wurde nach dem Vorbild des Hogwarts Express aus den Harry-Potter-Filmen gestaltet. Die Loks mit der Nummer 5972 Hogwarts Castle basieren auf der Dampflok GWR 4900 Class 5972 Olton Hall; sie wurden aus Aluminium und glasfaserverstärktem Kunststoff gebaut und anschließend einem künstlichen Alterungsprozess unterzogen. Die elektrische Verkabelung, insbesondere der Video- und Tonsysteme, sowie die Steuerung der Fahrzeuge über ein Computersystem wurde von der Frey AG geliefert.

## Medien
Die Spezialeffekte in beiden Animationen wurden von Double Negative entwickelt. Das London Symphony Orchestra nahm am 25. März 2014 in den Londoner Abbey Road Studios die Musik für die beiden Bahnreisen auf. Die Musik für die Reise nach Norden heißt "Connector Train – Hogsmeade to London".